# Entführung von Ursula Herrmann
Die Entführung von Ursula Herrmann ereignete sich am 15. September 1981 in der Nähe des Ammersees in Bayern. Man fand das zehnjährige Entführungsopfer am 4. Oktober 1981 tot in einer im Boden vergrabenen Kiste in einem Waldstück zwischen Schondorf am Ammersee und Eching am Ammersee. Ein zur Tatzeit hochverschuldeter Mann aus der Nachbarschaft wurde im Jahr 2008 festgenommen und im Rahmen eines Indizienprozesses 2010 zu lebenslanger Freiheitsstrafe verurteilt. Seine Revision blieb erfolglos.
Das Verbrechen gehört zu den aufsehenerregendsten Kriminalfällen in der deutschen Nachkriegsgeschichte.

## Tathergang
Die zehnjährige Ursula Herrmann aus Eching am Ammersee hatte am 15. September 1981 den Turnunterricht und anschließend ihren Onkel im Nachbarort Schondorf besucht. Als sie mit dem Fahrrad zurück nach Hause fuhr, wurde sie gegen 19.30 Uhr von einer oder mehreren Personen entführt. Wahrscheinlich betäubte man Ursula und brachte sie in ein vorher präpariertes Versteck. Dabei handelte es sich um eine in einem Waldstück namens „Weingarten“, das zwischen Schondorf und Eching liegt, im Boden vergrabene Kiste. Sie hatte eine Grundfläche von 72 × 60 cm und war 139 cm hoch. Der Innenraum war mit Sitzbank und Beleuchtung ausgestattet, auch gab es Lebensmittelvorräte, einen Toiletteneimer, ein Radio sowie Comics, Liebes- und Western-Romane. Luft sollte durch ein Rohrsystem hinein und hinaus gelangen. Dem auf der Bank sitzenden Mädchen legte man noch einen Jogginganzug in einer Plastiktüte auf den Schoß, dann wurde die Kiste geschlossen und mit Erde bedeckt. Zur Tarnung des Verstecks kamen fünf kleine Fichten in den darüber liegenden Waldboden.
Durch die Rohre konnte die Luft sich jedoch nicht austauschen, weshalb das Mädchen vielleicht schon nach einer halben Stunde erstickte. Laut dem Gerichtsmediziner Wolfgang Eisenmenger verlor Ursula, bedingt durch zunehmenden Sauerstoffmangel, das Bewusstsein und starb nach spätestens eineinhalb Stunden.
Ursula Herrmanns Vater war Lehrer, die Mutter kümmerte sich als Hausfrau um ihre vier Kinder. Am 17. September 1981 bekamen Ursulas Eltern sieben Anrufe, bei denen der Anrufer kein Wort sprach und lediglich den Verkehrsnachrichten-Jingle des Radiosenders Bayern 3 abspielte. Am 18. September folgten noch einmal vier solche Anrufe. Beim letzten verlangte die Mutter ein Lebenszeichen ihrer Tochter. Am selben Tag kam ein Brief mit einer Lösegeldforderung über zwei Millionen DM, drei Tage später ein weiterer Brief mit Anweisungen zur Geldübergabe. Danach brach der Kontakt ab. Wahrscheinlich waren der oder die Entführer wegen der Forderung nach einem Lebenszeichen zu dem Versteck im Wald gegangen und hatten dort festgestellt, dass das Kind nicht mehr lebte.
Das Gericht ging davon aus, dass Ursula kein Zufallsopfer war, sondern vom Verurteilten Werner M., der in der Nähe der Herrmanns wohnte, bewusst ausgewählt wurde. Ihm wurde nach Auffassung des Gerichts durch Beobachtungen bekannt, dass Ursula dienstags den Turnunterricht in Schondorf besuchte und deswegen allein mit dem Fahrrad den Seeweg entlangfuhr.

## Polizeiliche Ermittlungen
Die Kiste mit Ursulas Leiche wurde am 4. Oktober 1981 gefunden, 19 Tage nach der Entführung. Die Lebensmittel hatte sie nicht angerührt, auf ihrem Schoß lag immer noch der Jogginganzug. Anscheinend war sie nicht aufgestanden. Es ist möglich, dass Ursula das Bewusstsein nach der Betäubung überhaupt nicht wieder erlangt hatte.
Die Polizei überprüfte bis 2008 fast 20.000 Fingerabdrücke, 15.000 Personen, 11.000 Fahrzeuge und verfolgte mehr als 40.000 Spuren. In diesem Zeitraum von 27 Jahren wurden mehr als 300 Aktenordner zu den Ermittlungen gefüllt. Juristisch gesehen erfüllte die Tat den Straftatbestand des erpresserischen Menschenraubes mit Todesfolge. Eine Verjährung wäre ohne Unterbrechungstatbestände nach 30 Jahren eingetreten.
Es gab auch die Vermutung, dass Ursula Herrmann bei der Entführung mit einem anderen Kind verwechselt worden sei. In der Nachbarschaft der Herrmanns wohnte ein Mädchen, das Ursula sehr ähnlich sah und wohlhabende Eltern hatte. In den Jahren 2004/2005 begannen Ermittlungen in diese Richtung. Dabei gerieten zwei Männer in Verdacht, die mehrmals Kontakt zum Vater dieses Mädchens gehabt hatten. Sie waren mehrfach straffällig geworden und hatten im Jahr der Entführung hohe Schulden. Einer von ihnen war nach Asien ausgewandert und 2002 in Taiwan wegen Drogenhandels inhaftiert worden. 2008 erhielt er dort eine lebenslange Freiheitsstrafe. Der Verdächtige bestritt eine Beteiligung an der Entführung von Ursula Hermann und gab freiwillig eine Speichelprobe ab. Beim DNA-Abgleich fanden sich keine Übereinstimmungen.
2005 wurden mehrere Haare, die man seinerzeit in der Kiste gefunden hatte und die nicht von Ursula Herrmann stammten, mittels DNA-Analyse untersucht. Der genetische Abdruck gehörte aber zu einem Kriminaltechniker, der mit dem Fall befasst gewesen war.
Anfang 2007 konnte man an einer Holzschraube der Kiste eine neue DNA-Spur sichern. Im Mai desselben Jahres wurde bekannt, dass sie mit zwei Spuren vom Tatort des Mordfalls Charlotte Böhringer in München übereinstimmte. Der Abgleich dieser neuen Spur mit der DNA von rund 30 Verdächtigen im Fall Ursula Herrmann, darunter auch mit der des später verurteilten Werner M., ergab jedoch keinen Treffer. Wie die beiden Kriminalfälle zusammenhängen könnten, blieb unklar und Gegenstand von Spekulationen. Eine versehentliche oder absichtliche Verunreinigung von Probenmaterial kann der Grund für die Übereinstimmung der DNA-Spuren sein. Auch aus anderen Gründen konnte nicht einmal ein zeitlicher und örtlicher Bezug der DNA-Spuren zum Mordfall Böhringer hergestellt werden. Das Landgericht München I kam in seinem Urteil zum Mordfall Böhringer vom 12. August 2008 zu dem Ergebnis, es gebe trotz der Übereinstimmung der DNA-Spuren keinen Zusammenhang zwischen den beiden Kriminalfällen.
Schließlich konzentrierten sich die Ermittlungen auf Werner M. Er hatte Anfang der 1980er Jahre in Eching gewohnt und in einem Nachbarort ein Radio- und Fernsehgeschäft betrieben. Schon kurz nach der Tat war gegen ihn ermittelt worden, zwei Zeugen lieferten damals aber ein Alibi. In Werner M.s Wohnung fand man 2007 ein Tonbandgerät Fabrikat Grundig Modell TK 248, für das im April 2008 ein aufwendiges Phonetik-Gutachten erstellt wurde. Dem Gutachten zufolge wurde das Gerät wahrscheinlich für die Anrufe verwendet, die damals bei den Herrmanns eingingen. Aufgrund neuer Vernehmungen in den Jahren 2007 und 2008 erwies sich Werner M.s Alibi als nicht haltbar.

## Juristische Aufarbeitung

### Der Prozess gegen Werner M. vor dem Augsburger Schwurgericht
Im Mai 2008 nahm die Polizei Werner M. in Kappeln fest. Im Oktober 2008 erhob die Staatsanwaltschaft beim Landgericht Augsburg Anklage gegen den 58-jährigen Fernsehtechniker und seine Ehefrau.
Die Hauptverhandlung gegen den Hauptverdächtigen Werner M. und seine Frau begann im Februar 2009. Klaus P., ein möglicher Mittäter, war bereits 1992 verstorben. Als rechtsmedizinischer Gutachter trat Wolfgang Eisenmenger auf. Nach 55 Verhandlungstagen forderte die Augsburger Staatsanwaltschaft in ihrem Plädoyer lebenslange Freiheitsstrafe für den Angeklagten wegen erpresserischen Menschenraubs mit Todesfolge. Das Gericht entsprach diesem Antrag am 25. März 2010. Maßgeblich für die Verurteilung war ein Geständnis von Klaus P., der im Auftrag von Werner M. das Loch im Wald gegraben haben wollte. Klaus P. hatte das Geständnis zwar widerrufen, verfügte nach Auffassung des Gerichts jedoch über Täterwissen. Auch das Gutachten über das Tonbandgerät überzeugte die Richter. Für die Ehefrau endete das Verfahren mit Freispruch.
Der Bundesgerichtshof verwarf die von Werner M. eingelegte Revision am 25. Januar 2011, wodurch das Urteil rechtskräftig wurde. Werner M. bestreitet die Tat bis heute, seine Unterstützergruppe auf Facebook veröffentlicht nach wie vor Beiträge.

### Indizien laut dem Urteil
Im Urteil werden folgende Indizien genannt, die das Gericht zur Überzeugung von der Täterschaft des Werner M. führten:
- Der mutmaßliche Mittäter Klaus P. wurde mehrmals von verschiedenen Zeugen vor der Entführung mit einem Spaten auf dem Mofa fahrend beobachtet. Ein Zeuge sah, wie er mit Mofa und Spaten aus einem Waldweg des Weingartens kam, 140 Meter davon entfernt war die Kiste im Wald vergraben. Er wurde auch am Entführungstag abends, als er nach Hause kam, um 20.30 Uhr mit Spaten am Mofa gesehen.
- Klaus P. gab bei seinen Vernehmungen an, im Auftrag von Werner M. ein Loch im Weingarten gegraben zu haben. Später revidierte er (mutmaßlich aus Angst vor einer Selbstbezichtigung) seine Aussage, blieb aber dabei, dass Werner M. ein Loch in diesem Waldgebiet habe graben wollen. Klaus P. konnte seine „Spatenfahrten“ nicht plausibel erklären.
- Bei dem Stoff, der um die Belüftungsrohre an der Kiste gewickelt wurde, handelte es sich um ein altes verschmutztes Bettlaken. Ein ebensolches war aus einer Halle verschwunden, in der Klaus P. sein Fahrzeug abstellte und zu der auch Werner M. Zugang hatte.
- Das von Werner M. präsentierte Alibi stellte sich als falsch heraus.
- Zwei anonyme Hinweise auf ihn gingen bei der Polizei ein, am 8. Oktober 1981 und am 27. Januar 1982.
- Werner M. hatte hohe Schulden und musste eine eidesstattliche Versicherung ablegen. Er war wegen Betrugs und Urkundenfälschung vorbestraft.
- Werner M. tötete im Jahr 1974 den Hund der Familie, weil dieser in der Küche Abfall verstreut hatte. Er sperrte das Tier in die Tiefkühltruhe, wo es erfror. Werner M. spottete laut Zeugenaussagen, er habe den Hund mit „Verbannung nach Sibirien“ bestraft.
- Werner M. besaß die nötige Mobilität für den Transport der Kiste, den Einwurf der Erpresserbriefe von außerhalb und die Anrufe von verschiedenen Orten. Er war vor der Entführung zeitlich flexibel und hatte daher die Möglichkeit zur intensiven Tatplanung und Vorbereitung. Er hatte die handwerklichen Fähigkeiten und Möglichkeiten zum Bau der Kiste. Er besaß die nötige Ortskenntnis.
- Werner M. sprach gegenüber Bekannten von einem Coup, bei dem man 2 Millionen (die geforderte Lösegeldsumme) machen müsse. Er zog gegenüber einem Freund auch einen Geldbotenüberfall in Erwägung.
- Er wohnte in der Nachbarschaft der Herrmanns. Er hatte die Möglichkeit, das Opfer auszuspionieren und den Hinweg des Mädchens zu beobachten. Weitere Beobachtungsposten wurden an der Entführungsstelle vorbereitet.
- Am Tatort wurde ein Fernglas gefunden. Zeugen bestätigten, dass Werner M. ein ähnlich aussehendes Fernglas besessen habe. Er selbst stritt ab, ein Fernglas besessen zu haben, verstrickte sich dabei aber in Widersprüche.
- Beim Transistorradio in der Kiste war die Antenne ausgebaut und durch eine Wurfantenne ersetzt worden, welche angelötet und verlängert worden war. Werner M. war Radio- und Fernsehmechaniker und besaß entsprechende Kenntnisse. Dass der Täter das Radio umbaute, war zusätzlich daran zu erkennen, dass die Lötstelle mit gelbem Klebeband isoliert war, ebenso wie ein Klingeldraht, der von den Tätern als Signalleitung benutzt wurde.
- Ein Gürtelstück, das an einem Rohrteil gefunden wurde, zeigte die Größe 105 und damit Werner M.s Größe.
- Die Tochter von Werner M. erkannte die Lektüre in der Kiste, insbesondere zwei konkrete Hefte.
- Die abgehörten Gespräche zwischen Werner M., dessen Ehefrau und einem weiteren Beschuldigten sprechen für einen Tatbezug.
- Nach Zeugenaussagen hörte Werner M. nach der Tat in seiner Werkstatt ununterbrochen den Polizeifunk ab. Dafür hatte er sein Radio entsprechend manipuliert. Er gab zuerst an, er sei durch Zufall auf den Polizeifunk gestoßen. Die Behauptung, er habe dauernd Polizeifunk gehört, sei „Schwachsinn“. Später gab er dies zu.
- Das bei Werner M. beschlagnahmte Tonbandgerät hat einen spezifischen Defekt, der nach Auffassung der LKA-Gutachterin die auffällige klangliche Abwandlung des BR3-Jingles hervorrief.
- Zeugen, die als Kinder im Hause des Angeklagten ein und aus gingen, erklärten, bei ihm zur Tatzeit ein Gerät ähnlich dem TK 248 gesehen zu haben.
- Werner M.s Behauptung, das beschlagnahmte Gerät erst lange nach der Tat auf einem Flohmarkt in Beverungen erworben zu haben, konnte trotz Vernehmung zahlreicher Zeugen nicht bestätigt werden. Auch hier verstrickte sich der Angeklagte in Widersprüche.

### Zivilprozess Michael Herrmann gegen Werner M.
Michael Herrmann, ein Bruder der entführten Ursula Herrmann, erhob im Dezember 2013 Klage beim Landgericht Augsburg. Vom strafrechtlich verurteilten Werner M. forderte er 20.000 Euro Schmerzensgeld, weil er durch den nervenaufreibenden Strafprozess nachhaltige gesundheitliche Schäden erlitten habe. Eigentlich ging es Michael Herrmann jedoch um etwas anderes. Er hatte starke Zweifel an M.s Schuld und wollte deshalb eine neue Beweisaufnahme zu der Entführung seiner Schwester erreichen. Für den Verurteilten ergab sich dadurch die unerwartete Chance, dass sein Fall noch einmal überprüft wurde.
Die Zeugenbefragung begann erst am 7. September 2017, also knapp vier Jahre nach Einreichung der Klage. Es war weithin bekannt, dass ein Gutachten über das Tonbandgerät ein wichtiges Beweismittel im Strafprozess des Jahres 2009 gewesen war. Nur wenige wussten hingegen, dass die Verurteilung auch auf einem Geständnis basierte, nämlich dem des 1992 verstorbenen Klaus P. Laut eigener Aussage hatte er im Auftrag von Werner M. das Loch für Ursula Herrmanns Verlies gegraben. Bei den Befragungen der damals zuständigen Kriminalbeamten ging es um die Glaubhaftigkeit des Geständnisses. Die beiden Parteien zielten auf den Nachweis ab, dass Klaus P. kein Täterwissen hatte. Außerdem hielt man dem Zeugen vor, er habe bei seiner Vernehmung durch das Bayerische Landeskriminalamt im Oktober 2008 angegeben, P. nach der erfolglosen Suche die tatsächliche Vergrabungsstelle selbst gezeigt zu haben.
Am Ende des zweiten Verhandlungstags erklärte das Gericht, dass es sich dem Gutachten über das Tonbandgerät vom 14. April 2008 anschließe und nicht weiter darauf eingehen wolle. Daraufhin beantragten beide Parteien, die Verfasserin dieses Gutachtens zu laden. Das Gericht entsprach diesen Anträgen. Während der Befragung am 21. Juni 2018 blieb die Sachverständige im Wesentlichen bei ihrer Meinung.
Am 25. Juli 2018 veröffentlichte Michael Herrmann einen offenen Brief „an die Justiz des Freistaates Bayern und die Medien“. Darin warf er dem Zivilgericht vor, in der Frage seiner gesundheitlichen Beeinträchtigung nicht einmal dem von ihm selbst eingesetzten Gutachter zu glauben. Das Gericht habe das seit fünf Jahren laufende Verfahren nur in die Länge gezogen, um Zeit zu gewinnen. Darüber hinaus schrieb er: „Vieles spricht dafür, dass ein Unschuldiger seit 10 Jahren im Gefängnis sitzt. […] Damit will ich mich nicht abfinden. Für mich mehren sich Hinweise auf einen anderen, bisher nur mangelhaft untersuchten Täterkreis.“
Am 2. August 2018 verurteilte das Gericht Werner M. zur Zahlung von 7.000 Euro an Michael Herrmann, deutlich weniger als die geforderten 20.000 Euro. Die Kosten des Verfahrens wurden zu 35 % dem Beklagten und zu 65 % dem Kläger auferlegt. Das Michael Herrmann zugesprochene Schmerzensgeld konnte seinen Anteil an den Prozesskosten nicht decken.
Im März 2020 fand eine Berufungsverhandlung vor dem Oberlandesgericht München statt. Dieses entschied, dass Michael Herrmann keinerlei Anspruch auf Schmerzensgeld habe, und hob damit das Urteil des Landgerichts Augsburg auf.

### Private Suche nach Indizien
Nachdem der Zivilprozess vor dem Landgericht Augsburg nicht zu Michael Herrmanns Zufriedenheit ausgefallen war, suchte er selbst nach Indizien für andere Täter. In einer breiten Medienkampagne brachte er seine Hypothese zu einem Fehlurteil und zu angeblich unzureichenden Ermittlungen an die Öffentlichkeit. Er gab zahlreichen Journalisten Interviews und nahm an Radio- und Fernsehproduktionen teil.
Im Mai 2019 legte er den Justizbehörden seine Hinweise vor. Unter anderem sei bei einem Erpresserbrief entschlüsselt worden, was auf einem vorher aufliegenden Blatt geschrieben worden war. Die „Durchdruckspuren“ waren schon 1981 aufgefallen, konnten damals aber nicht gedeutet werden. Barbara Zipser, Historikerin an der Universität London, interessierte sich für den Fall und bot an, die Spuren zu untersuchen. Sie kam zu dem Schluss, dass es sich bei den rätselhaften Strichen um ein Baumdiagramm handle. Laut Michael Herrmann deutet dies zusammen mit anderen Indizien, zum Beispiel dem Fund eines Drahtes, der von den Tätern als Signalleitung benutzt wurde, sowie der speziellen Farbe, mit der die Abdeckhaube der Kiste gestrichen worden war, darauf hin, dass die Täter unter den damaligen Schülern eines Internats in der Nähe zum Tatort zu suchen seien. Das Landschulheim Landheim Ammersee steht in unmittelbarer Nähe zu dem kleinen Waldgebiet, in dem Ursula Herrmann starb.
Am 20. August 2019 teilte die Staatsanwaltschaft Augsburg mit, die von Michael Herrmann eingereichten Hinweise änderten nichts daran, dass man die Tat nicht als Mord bewerten könne. Das Verbrechen sei somit verjährt und neue Ermittlungen ausgeschlossen. Die Indizien seien auch nicht geeignet, das rechtskräftige Urteil vom März 2010 grundsätzlich in Frage zu stellen. Deshalb sei eine Wiederaufnahme des Verfahrens nicht möglich. Die juristische Aufarbeitung des Verbrechens scheint damit abgeschlossen.

### Bekennerschreiben
Anfang Februar 2021 veröffentlichte die Staatsanwaltschaft Informationen zu einem Bekennerschreiben, das eine unbekannte Person im November 2020 an verschiedene Unternehmen und Behörden geschickt hatte. Der Verfasser des Schreibens bezeichnet sich darin als damaligen Schüler der Oberstufe eines Gymnasiums. Die Ermittler gehen davon aus, dass der Verfasser eine namentlich in dem Brief genannte Person belasten wollte.

### Entlassung aus der Strafhaft
Am 7. Juni 2023 wurde Werner M. nach Verbüßung von über 15 Jahren Haft aus der JVA Lübeck nach Entscheidung der Strafvollstreckungskammer beim Landgericht Lübeck entlassen. Der Entlassung hat die Staatsanwaltschaft Augsburg auf der Grundlage eines Sachverständigengutachtens zugestimmt und der Vollzug der lebenslangen Freiheitsstrafe wurde zur Bewährung ausgesetzt. Die Bewährungszeit wurde auf fünf Jahre festgelegt, der Verurteilte wird in dieser Zeit der Aufsicht und Leitung eines Bewährungshelfers unterstellt. Werner M. hat nach der Entlassung eine Wohnung in Bayern bezogen.
Über den Fall und die Entlassung wurde am gleichen Tag bei stern TV berichtet und der Rechtsanwalt von Werner M. war in der Sendung zu Gast. Dabei wurde auch über das geplante Wiederaufnahmeverfahren gesprochen.

## Rezeption
Das Verbrechen gehört zu den aufsehenerregendsten Kriminalfällen in der deutschen Nachkriegsgeschichte.
Der Fall war 1982, 1986 und 2002 Thema in der ZDF-Fernsehserie Aktenzeichen XY … ungelöst sowie 2020 in der Sondersendung Aktenzeichen XY … gelöst. Gunther Scholz griff den Fall in dem Dokumentarfilm Ich war es nicht! Zwei Urteile und viele Zweifel (2016) auf. Im Jahr 2019 produzierte der Bayerische Rundfunk die siebenteilige Radiodokumentation Der Fall Ursula Herrmann.